# Cantó de Rouen-6
El cantó de Rouen-6 és un cantó francès del departament del Sena Marítim, situat al districte de Rouen. Compta amb part del municipi de Rouen.

## Municipis
- Rouen (barris de Saint-Julien, l'Île Lacroix i Saint-Sever)

## Història
| Data d'elecció                           | Identitat          | Partit           | Qualitat |
| ---------------------------------------- | ------------------ | ---------------- | -------- |
| 1945-1949                                | Fernand Legagneux  | PCF              |          |
| 1949-1967                                | Jean-Marie Morisse | RPF, després UNR |          |
| 1967-1973                                | Victor Blot        | PCF              |          |
| 1973-1979                                | Félix Jauneau      | CD, després UDF  |          |
| 1979-1985                                | Georges Hélaine    | PCF              |          |
| 1985-1998                                | Michel Guez        | UDF-PR           |          |
| 1998-2011                                | Robert Foubert     | PS               |          |
| 2011-                                    | Mamadou Diallo     | PS               |          |
| les dades anteriors no són pas conegudes |                    |                  |          |
|                                          |                    |                  |          |